# Szent Miklós-templom (Gerdály)
A gerdályi Szent Miklós-templom 1800 körül épült a falu délkeleti, románok lakta részén. Miután a falu a 21. század elején elnéptelenedett, a templom romos állapotba került, bár a közelmúltban több kísérletet tettek a pusztulás késleltetésére. Helyi jelentőségű műemlékként tartják nyilván.

## Története
A türelmi rendeletig a gerdályi ortodoxok valószínűleg egy fatemplomot használtak. Az új kőtemplom építésének pontos dátuma nem ismert, egyes kutatók 1795-re, mások 1808–1815-re teszik. A helyi összeírások csak 1805-ben említenek először román ortodox papot. Egyik harangon az 1808-as évszám látható, azonban ez pusztán a harang öntésének évére, nem pedig az építkezés megkezdésére vagy befejezésére utal. A gótikus templomokra jellemző ötoldalú apszis és a négyzet alaprajzú nyugati torony arra utalhat, hogy építői szász környezetből származtak.
A 19. század végén a templomot kifestették, azonban a későbbi felújítások során a külső falak festményeit teljesen, a beltéri freskókat részben lemeszelték. A festő neve nem ismert, de a freskók hasonlóságot mutatnak az illenbáki ortodox kőtemplom festményeivel, amelyeket Toader Popovici és Lică Zugravul készített. A épületet az 1900-as években Nicolae Gherghel pap irányításával felújították.
A falu elnéptelenedése és a karbantartás hiánya folytán a templom a 21. század elejére romossá vált, az esővíz és a kisebb földcsuszamlások miatt az épület szerkezete pusztulásnak indult, a festmények enyészni kezdtek. A 2010-es évek elején fóliával fedték be a tetőt, hogy megakadályozzák a víz beszivárgását, azonban ekkor a lecsapódó nedvesség tovább károsította a boltozat festését. 2016–2018 között a templom tetőzetét felújították, a festményeket és a berendezési tárgyakat konzerválták. Az épület azonban még 2023-ban is rossz állapotban van, és számos költséges állagmegóvási, felújítási, festménykutatási és -restaurálási beavatkozásra van szükség.

## Leírása
Téglából épült; hossza 15,9 méter, szélessége 5,9 méter, a tető magassága 6,2 méter. A hajó és az előcsarnok együttese téglalap alaprajzú, keleti oldalát ötoldalú oltárapszis zárja le. Ablakai téglalap alakúak, felül ívesek. Nyugaton négyszögletes tornác csatlakozik az épülethez, amely fölött a 17,2 méteres torony magasodik. A hajót magas lejtésű nyeregtető fedi, a toronysisak pedig négyszögletes alapból indul ki, majd egy törés után nyolcszögletűvé válik. A beltér nyugati oldalán karzat van, a keleti oldalon két fagerendával kialakított hármas nyílás vezet az oltárhoz. A fából készült hordóboltozat ritkaságnak számít Erdélyben; hasonlóképpen különleges az apszis hatszögletűbe átmenő gömbkupolája.